# 1540 în literatură
- 1539 în literatură — 1540 în literatură — 1541 în literatură

Anul 1540 în literatură a implicat o serie de evenimente semnificative. 

## Nașteri
- Dată necunoscută :

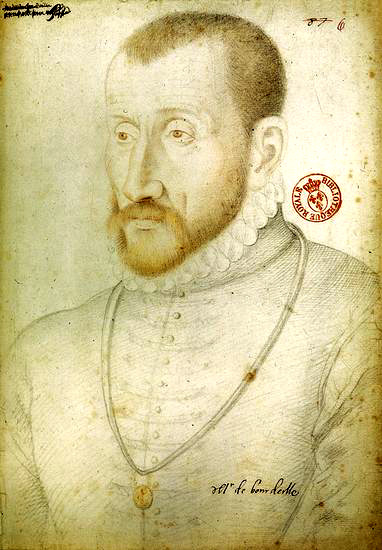
Pierre de Bourdeille (1540-1614)

  - Francisco de Andrada, istoric și poet portughez (d. 1614).
  - Pierre de Bourdeilles, abate de Brantôme, scriitor francez (d. 1614).
  - Florent Chrestien, scriitor francez (d. 1596).

## Decese
- 22 august : Guillaume Budé (sau Budaeus), umanist, elenist și filozof francez (n. 1468).

Format:1540